# Las Petacas
Las Petacas es una localidad argentina ubicada en el departamento San Martín de la provincia de Santa Fe. Su principal vía de comunicación es la ruta provincial 20, que la vincula al sur con Landeta y al norte con Castelar.

## Historia
La zona rural de Las Petacas ya estaba completamente poblada antes de la creación del poblado, a diferencia de lo que ocurrió en la mayoría de los pueblos de la zona donde tras su fundación se ocupó la zona rural. En 1920 Carlos Jewell poseía 3 300 hectáreas en la zona de la Estancia Las Petacas que resuelve lotear en 1926. Jewell mismo propició la creación del poblado en 1930. Los primeros habitantes del lugar fueron inmigrantes británicos, italianos, españoles y criollos.

## Población
Cuenta con 1031 habitantes (Indec, 2010), lo que representa un descenso frente a los 1178 habitantes (Indec, 2001) del censo anterior.
| Gráfica de evolución demográfica de Las Petacas entre 1991 y 2010 |
|                                                                   |
| Fuente: Censos nacionales del INDEC                               |